# Kandering

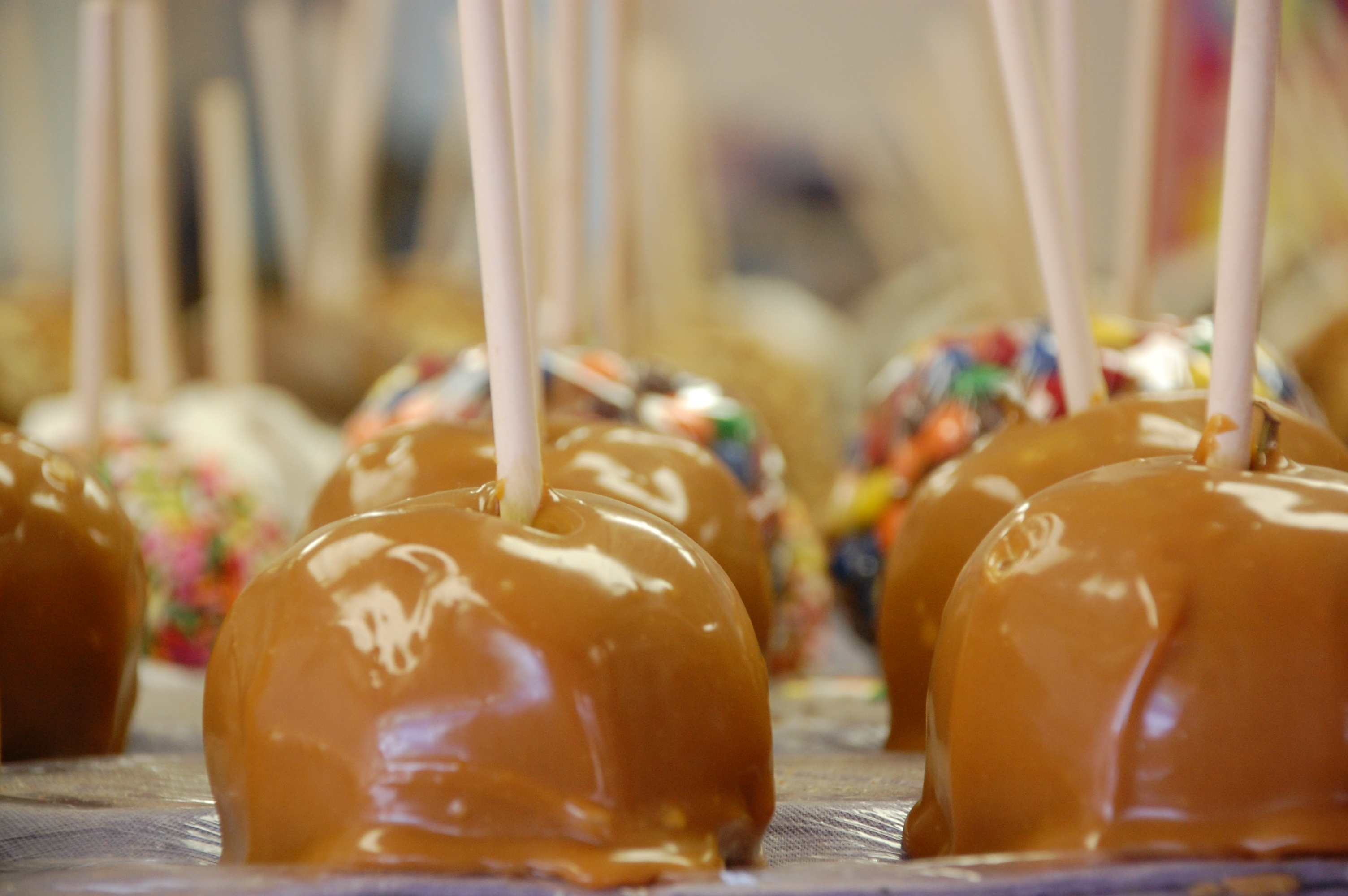
Kanderade äpplen.

Kandering är en metod att förse till exempel syltad frukt, blommor eller konfekt med ett skyddande lager av kristalliserat socker.
Kandering utförs genom att det som skall kanderas får ligga i en kall sockerlag tills ett lager av kristalliserat socker har bildats på ytan. Därefter tappas sockerlagen av och det som kanderats får torka. Kandering har en konserveringseffekt.